# Скеррис
Скеррис (Скерриес; англ. Skerries; ирл. Na Sceirí) — (переписной) посёлок в Ирландии, находится в графстве Фингал (провинция Ленстер).

## География
Территория города Скеррис включает в себя пять островов: Шеник, Сент-Патрикс, Кольт, Рокабилл и Красный остров. Последний, несмотря на своё название, на самом деле является песчаной дюной. Остров Рокабилл фактически состоит из двух небольших островов, Рок и Билла, разделённых между собой узким водным каналом.
Основная часть города застроена вокруг двух длинных улиц — Стренд-стрит и Чёрч-стрит, жилые кварталы также находятся между холмами Северного Фингала и низиной морского побережья.

## Известные уроженцы
- Райан О’Шонесси — ирландский певец, представитель Ирландии на Евровидении-2018.
- Хьюго Леннокс — ирландский регбист, игрок сборной Ирландии, представитель сборной Ирландии на Олимпийских играх в Токио.

## Демография
Население — 9535 человек (по переписи 2006 года). В 2002 году население составляло 9149 человек.
Данные переписи 2006 года:
| Общие демографические показатели |               |                               |                               |      |      |
| Всё население                    | Всё население | Изменения населения 2002—2006 | Изменения населения 2002—2006 | 2006 | 2006 |
| 2002                             | 2006          | чел.                          | %                             | муж. | жен. |
| 9149                             | 9535          | 386                           | 4,2                           | 4678 | 4857 |

В нижеприводимых таблицах сумма всех ответов (столбец «сумма»), как правило, меньше общего населения населённого пункта (столбец «2006»).
| Религия (Тема 2 — 5 : Число людей по религиям, 2006) |             |                |             |            |       |      |
| Католики, чел.                                       | Католики, % | Другая религия | Без религии | не указано | сумма | 2006 |
| 8031                                                 | 84,2        | 788            | 594         | 122        | 9535  | 9535 |

| Этно-расовый состав (Этничность. Тема 2 — 3 : Постоянное население по этническому или культурному происхождению, 2006) |            |              |       |        |        |            |       |       |
| Белые ирландцы | Лухт-шулта | Другие белые | Негры | Азиаты | Другие | Не указано | сумма | 2006  |
| 8329 | 14         | 630          | 232   | 40     | 113    | 100        | 9458  | 9535  |
| Доля от всех отвечавших на вопрос, %                                                                                   |            |              |       |        |        |            |       |       |
| 88,1 | 0,1        | 6,7          | 2,5   | 0,4    | 1,2    | 1,1        | 100   | 99,21 |

1 — доля отвечавших на вопрос о языке от всего населения.
| Владение ирландским языком (Тема 3 — 1 : Число людей от 3 лет и старше по способности говорить по-ирландски, 2006) |      |            |       |       |
| Владеете ли Вы ирландским языком?                                                                                  |      |            |       |       |
| Да | Нет  | Не указано | сумма | 2006  |
| 3915 | 4974 | 159        | 9048  | 9535  |
| Доля от всех отвечавших на вопрос о языке, %                                                                       |      |            |       |       |
| 43,3 | 55,0 | 1,8        | 100   | 94,91 |

1 — доля отвечавших на вопрос о языке от всего населения.
| Использование ирландского языка (Тема 3 — 2 : Говорящие по-ирландски от 3 лет и старше по частоте использования ирландского языка, 2006) |                                                            |                                               |                                               |                                               |                                               |                                               |       |                                     |      |
| Как часто и где Вы говорите по-ирландски?                                                                                                |                                                            |                                               |                                               |                                               |                                               |                                               |       |                                     |      |
| ежедневно, только в образовательных учреждениях                                                                                          | ежедневно, как в образовательных учреждениях, так и вне их | в других местах (вне образовательной системы) | в других местах (вне образовательной системы) | в других местах (вне образовательной системы) | в других местах (вне образовательной системы) | в других местах (вне образовательной системы) | сумма | всего, отвечавших на вопрос о языке | 2006 |
| ежедневно, только в образовательных учреждениях                                                                                          | ежедневно, как в образовательных учреждениях, так и вне их | ежедневно                                     | каждую неделю                                 | реже                                          | никогда                                       | не указано                                    | сумма | всего, отвечавших на вопрос о языке | 2006 |
| 1238 | 22                                                         | 61                                            | 173                                           | 1414                                          | 968                                           | 39                                            | 3915  | 9048                                | 9535 |
| Доля от всех отвечавших на вопрос о языке, %                                                                                             |                                                            |                                               |                                               |                                               |                                               |                                               |       |                                     |      |
| 13,7 | 0,2                                                        | 0,7                                           | 1,9                                           | 15,6                                          | 10,7                                          | 0,4                                           | 43,3  | 100                                 |      |

| Типы частных жилищ (Тема 6 — 1(a) : Число частных домовладений по типу размещения, 2006) |          |         |                 |            |       |      |
| Отдельный дом                                                                            | Квартира | Комната | Переносные дома | не указано | сумма | 2006 |
| 2976                                                                                     | 248      | 6       | 5               | 35         | 3270  | 9535 |

## Спорт
В городе есть следующие спортивные клубы:
- футбольный «Скеррис Таун» (англ. Skerries Town Football Club)
- регбийный «Скеррис[англ.]»
- клуб по гэльским играм «Скеррис Харпс[англ.]»
- клуб парусного спорта «Скеррис» (англ. Skerries Sailing Club)

Также в городе ежегодно проходит мотогонка Skerries 100.